# Rik Van Linden
Henri "Rik" Kamiel (Camille) Van Linden, född den 28 juli 1949 i Wilrijk, är en belgisk före detta tävlingscyklist som var professionell från 1971 till 1982. Som cyklist var han en uthållig spurtare och till hans främsta meriter hör segern i Tour de Frances poängtävling 1975, etappvinster i alla tre Grand Tours (fyra i touren, nio i Giro d'Italia och två i Vuelta a España), två vinster i Paris–Tours (1971 och 1973), en vinst i Milano–Torino (1977) och tre vinster i Milano–Vignola (1975, 1976 och 1978). Därtill vann han Giro di Sardegna totalt 1974. Även på bana var Van Linden framgångsrik med bland annat dubbla belgiska mästerskapstitlar i derny, EM-brons i madison (med Julien Stevens) och seger i Milanos sexdagars (med Felice Gimondi 1977).

## Meriter

### Landsväg
| 1971 Vinnare av Paris–Tours 2:a i Kampioenschap van Vlaanderen 3:a i GP di Larciano 8:a i Trofeo Matteotti 9:a i Scheldeprijs 1972 Vinnare av etapp 2 i Tour de France Vinnare av etapp 5a i Tirreno–Adriatico 8:a i Paris–Tours 9:a i Amstel Gold Race 10:a i Bryssel-Ingooigem 1973 Vinnare av Paris–Tours Vinnare av etapperna 7 och 17i Giro d'Italia Vinnare av etapperna 2, 5 och 7a i Paris–Nice Vinnare av etapperna 1, 2 och 4b i Giro di Sardegna Vinnare av Puivelde Koerse 2:a i Grand Prix Pino Cerami 3:a totalt i Vuelta a Andalucía Vinnare av prologen och etapperna 1, 4 och 6 3:a i Paris–Bryssel 4:a i Milano–Sanremo 10:a i E3 Harelbeke 1974 Vinnare totalt av Giro di Sardegna Vinnare av etapperna 3 och 4 i Vuelta a España 10:a totalt i Paris–Nice Vinnare av poängtävlingen Vinnare av etapp 7a Vinnare av Omloop der Zuid-West-Vlaamse Bergen 2:a i Grote Prijs Jef Scherens 3:a i Omloop Het Volk 3:a i Grand Prix Pino Cerami 5:a i Scheldeprijs 6:a i Grosser Preis des Kantons Aargau 7:a i Ronde van Vlaanderen 7:a i Kampioenschap van Vlaanderen 8:a i Paris–Tours 1975 Vinnare av poängtävlingen i Tour de France Vinnare av etapperna 1b, 19 och 21 Vinnare av Milano–Vignola Vinnare av etapp 5 i Giro d'Italia Vinnare av etapp 3a i Setmana Catalana de Ciclisme Vinnare av GP Union Dortmund 2:a i Grand Prix Pino Cerami 3:a i Gent–Wevelgem 3:a i Dwars door West-Vlaanderen 5:a i Ronde van Vlaanderen 7:a i Brabantse Pijl | 1976 Vinnare av Milano–Vignola Vinnare av Giro di Campania Vinnare av etapp 5a i Tirreno–Adriatico Vinnare av etapp 1 Giro di Puglia Vinnare av etapperna 3 och 15 i Giro d'Italia Vinnare av GP Berlare 2:a i Gent–Wevelgem 6:a i Milano–Sanremo 6:a i Rund um den Henninger Turm 1977 Vinnare av Milano–Torino Vinnare av etapp 2a i Giro d'Italia Vinnare av etapp 4 i Tirreno–Adriatico Vinnare av Circuit de Niel 2:a totalt i Giro di Sardegna Vinnare av etapp 4 2:a i Ronde van Limburg 4:a i Milano–Sanremo 1978 Vinnare av Milano–Vignola Vinnare av etapp 5a i Tirreno–Adriatico 10:a totalt i Giro d'Italia Vinnare av etapperna 1, 5 och 6 Vinnare av etapp 3 i Giro di Puglia 5:a i Milano–Sanremo 7:a i Gent–Wevelgem 1979 3:a i Grand Prix Pino Cerami 7:a totalt i Giro di Puglia 1980 Vinnare av etapp 7a i Paris–Nice 2:a i GP de Cannes 3:a i E3 Prijs Vlaanderen 1981 Vinnare av Ruddervoorde Koerse 10:a i Le Samyn 1982 3:a i Milano–Torino 1973 3:a i madison vid Europamästerskapen (med Julien Stevens) 1977 Vinnare av Milanos sexdagars (med Felice Gimondi) 1978 Belgisk mästare i derny 1979 Belgisk mästare i derny |